# Departamento General Roca (Río Negro)
General Roca es un departamento ubicado la norte de la provincia de Río Negro (Argentina). Es el departamento más poblado de la provincia ya que en él se encuentran las ciudades de Cipolletti y General Roca, dos de las ciudades más grandes de la provincia. En su porción sur, se desarrolla parte del Alto Valle del río Negro.
Está dividido claramente en tres regiones: una faja al sur contra los ríos Negro y Neuquén, que corresponde al Alto Valle del río Negro; otra faja al norte contra el río Colorado que incluye un pequeñas zonas bajo riego de Catriel y Peñas Blancas; y el resto, una zona de mesetas prácticamente deshabitada, pero con grandes recursos petrolíferos y gasíferos.

## Historia
Un decreto del presidente Victorino de la Plaza del 29 de abril de 1916, dispuso:

Artículo 1º -Los departamentos de General Roca y El Cuy, del Territorio Nacional del Río Negro, pasarán a depender del Neuquén, a cuyo territorio serán anexados en su forma actual y con los límites conferidos por el decreto de octubre 20 de 1915 (División departamental de los territorios nacionales), salvo las modificaciones que pueda introducir en esa disposición el Honorable Congreso, a quien se dará cuenta de la medida en su próximo período parlamentario.

Lo que se hizo efectivo poco después. Tras el desconocimiento de la medida por el juez letrado de Neuquén a quien le correspondía incorporar a su jurisdicción los dos departamentos y por el juez letrado de Viedma (quien quedaba desafectado), por no haber sido realizado por ley del Congreso Nacional, otro decreto durante la presidencia de Hipólito Yrigoyen, del 20 de mayo de 1918 dejó sin efecto la transferencia, lo que se cumplió el 8 de junio.

## Localidades
Allen
Barda del Medio
Barrio Blanco
Barrio Calle Ciega Nº 6
Barrio Calle Ciega Nº 10
Barrio Canale
Barrio Chacra Monte
Barrio Costa Este
Barrio Costa Oeste
Barrio El Labrador
Barrio El Maruchito
Barrio El Petróleo
Barrio Frontera
Barrio Guerrico
Barrio Isla 10
Barrio La Barda
Barrio La Costa (in: Municipio Ingeniero Huergo)
Barrio La Defensa
Barrio Emergente
Barrio Ceferino
Barrio Destacamento
Barrio Fátima
Barrio Alta Barda
Barrio Buenos Aires Chico
Barrio La Herminia
Barrio La Herradura
Barrio La Luna
Barrio La Pasarela
Barrio Luisillo
Barrio Moño
Barrio Pinar
Barrio Santa Lucía
Costa Blanco
Barrio Mar del Plata
Barrio María Elvira
Barrio Norte (Municipio de Cinco Saltos)
Barrio Porvenir
Barrio Santa Rita
Barrio Unión
Catriel
Cervantes
Chichinales
Cinco Saltos
Cipolletti
Contralmirante Cordero
Ferri
General Enrique Godoy
General Fernández Oro
General Roca
Ingeniero Luis A. Huergo
Ingeniero Otto Krause
Mainqué
Paraje Arroyón (Bajo San Cayetano)
Paso Córdoba
Península Ruca Co
Puente Cero (Barrio Las Angustias)
Sargento Vidal
Villa Alberdi
Villa del Parque
Villa Manzano
Villa Regina
Villa San Isidro

### Parajes
- Campo Grande
- Colonia Peñas Blancas

- Coronel Juan José Gómez
- Contralmirante Martín Guerrico
- Lago Pellegrini

- Padre Stefenelli
- Península Ruca Co
- Peñas Blancas

## Población
Según el censo de 2001, tenía 281 653 habitantes.
De acuerdo al Censo 2010, vivían 320.921 personas en todo el departamento. Esta cifra lo ubicaba como el más poblado de la provincia y segundo de la Patagonia.
El censo argentino de 2022 reportó 380 525 habitantes.Esto representó un crecimiento del 18.6%